# Scopelosaurus smithii
Scopelosaurus smithii — вид авлопоподібних риб родини Notosudidae. Це морський, бентопелагічний вид, що поширений у тропічних та сутропічних морях на глибині до 830 м. Тіло сягає завдовжки до 25 см.